# Championnats panaméricains de karaté 2008
Les championnats panaméricains de karaté 2008 ont eu lieu du 24 au 31 mai 2008 au Venezuela. Il s'agissait de la vingt-deuxième édition des championnats panaméricains de karaté seniors. 